# San Clemente, Cuenca
San Clemente là một đô thị ở tỉnh Cuenca, Castile-La Mancha, Tây Ban Nha. Theo điều tra dân số năm 2015 (INE), đô thị này có dân số 6754 người.